# Districtul Paks
Paks (în maghiară Paksi járás) este un district în județul Tolna, Ungaria.
Districtul are o suprafață de 836 km2 și o populație de 49.610 locuitori (2013).